# Alectrurus
Alectrurus és un gènere d'ocells de la família dels tirànids (Tyrannidae) i l'ordre dels passeriformes. Són petits moixons que habiten en zones de pastures sud-americanes, entre Brasil, Bolívia, Uruguai, el Paraguai i l'Argentina.

## Taxonomia
Se n'han descrit dues espècies:
- Alectrurus tricolor - tirà cua de gall.
- Alectrurus risora - tirà d'estendards.